# Irena Więckowska
Irena Więckowska (ur. 17 lutego 1982 w Gdańsku) – polska szablistka, mistrzyni Europy w drużynie (trzykrotna medalistka). Mieszkanka Somonina.
Podczas Igrzysk Olimpijskich w Pekinie zajęła 16. miejsce indywidualnie oraz 6. miejsce wraz z drużyną. W swojej karierze zdobyła też brązowy medal Uniwersjady, który zdobyła w 2005 roku w Izmirze.